# Cuadrante Gamma

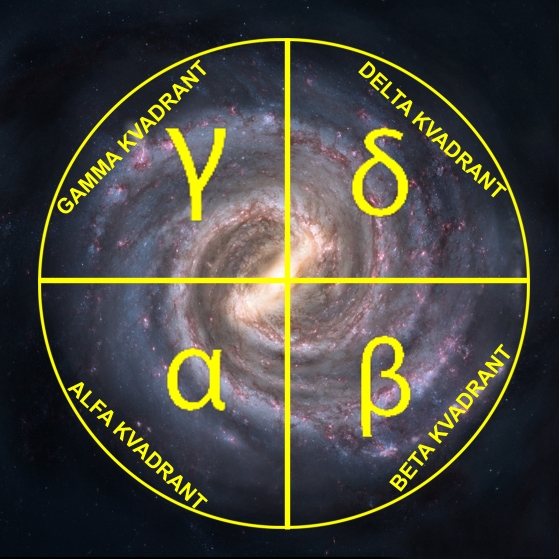
Los Cuadrantes de la Vía Láctea según la serie televisiva Star Trek

Según el universo ficticio de Star Trek, Cuadrante Gamma es el nombre con el que se designa a uno de los cuadrantes galácticos en que se divide la Vía Láctea. 
Para esta división se traza un meridiano que pasa por el núcleo galáctico y por el sistema solar y una perpendicular que pase por el centro. Se encuentra entre los 90° y los 180°.

## Cuadrantes vecinos
Los Cuadrantes Gamma y Delta, aunque limitando con los Cuadrantes Alfa y Beta, se encuentran muy lejos de la zona de influencia de facciones como la Federación o el Imperio Klingon. Para hacernos una idea, el punto más cercano del Cuadrante Gamma a la Tierra está situado a unos 30 000 años luz. 
No obstante, en la saga televisiva se han hecho varias exploraciones en la zona. La primera se realizó en el siglo XXII cuando la Federación envió la Sonda Quadros-1 a explorar el cuadrante. Entre 2367 y 2369 la arqueóloga Vash fue invitada al cuadrante por Q para una exploración que duró dos años hasta que fue recogido por la tripulación del Deep Space 9.

### Cronología
Sin embargo, el acontecimiento más importante fue el descubrimiento en 2369 de un agujero de gusano por Benjamin Sisko. El agujero es estable y conecta el Sistema Bajorano en el Cuadrante Alfa con el Sistema Idran en el Cuadrante Gamma. 
Rápidamente atrajo el interés de varias razas. Los vulcanos fueron los primeros que se interesaron, enviando a los pocos meses de ser descubierto varias misiones de exploración. También los Klingon se interesaron enseguida y mandaron en primer lugar naves exploradoras (siendo el IKS Toh'Kaht una de las pioneras) para acto seguido intentar establecer colonias en el otro lado e incluso enviar naves de comercio. 
Los Ferengis vieron en el agujero una gran oportunidad para conseguir beneficios con el comercio y extender su reputación. 
El agujero de gusano Bajorano une los 70 000 años luz de distancia que lo separan al Cuadrante Alfa.
Limita con los cuadrantes Alfa y Beta aunque políticamente el cuadrante Gamma está influenciado por una alianza de razas conocida como El Dominio (Star Trek).
Los propios Bajoranos colonizaron un planeta en el Cuadrante Gamma al que llamaron Nuevo Bajor a finales de 2370. Curiosamente los Romulanos no mostraron ningún interés por el agujero hasta finales de 2371, cuando el Tal Shiar intentó un ataque contra el Mundo Natal del Fundador.
El acceso al Cuadrante Gamma supuso también el encuentro con sus habitantes. Aunque se piensa que puedan existir más razas, y siendo nativos de ese cuadrante los Hur'q, la civilización más conocida e importante es sin duda el Dominio. Como ya se ha visto, los Romulanos intentaron un ataque contra su capital. Su imperio tiene una considerable extensión por todo el Cuadrante Gamma, y con el descubrimiento del agujero se hicieron varios planes para invadir el Cuadrante Alfa. En 2373 la Federación cortó el acceso al agujero para evitar cualquier tipo de confrontación, aunque este hecho acabó siendo el causante de la llamada Guerra del Dominio. 

#### Línea temporal de las series de televisión
El siguiente gráfico muestra la ubicación cronológica de las series en la línea temporal.